# Seria widmowa
Seria widmowa – seria linii widma emisyjnego lub absorpcyjnego zawsze występujących razem i związanych ze sobą mechanizmem powstawania, np.:
- serie K, L, M ... – powstają w wyniku przejścia elektronu na odpowiednie powłoki elektronowe (tzw. powłoki docelowe):
  - seria K – odpowiada głównej liczbie kwantowej n=1 (powłoka K): przejścia elektronów z powłok o n=2, 3, 4 ... (n > 1) na powłokę K (n=1)
  - seria L – odpowiada głównej liczbie kwantowej n=2 (powłoka L): przejścia elektronów z powłok o n=3, 4, 5 ...  (n > 2) na powłokę L (n=2)
  - seria M – odpowiada głównej liczbie kwantowej n=3 (powłoka M): przejścia elektronów z powłok o n=4, 5, 6 ...  (n > 3) na powłokę M (n=3)

Przykłady serii widmowych to serie widmowe wodoru:
- seria Lymana – seria K (n=1), w dalekim ultrafiolecie,
- seria Balmera – seria L (n=2), widmo widzialne,
- seria Paschena – seria M (n=3), w podczerwieni,
- seria Bracketta – seria N (n=4), w podczerwieni,
- seria Pfunda – seria O (n=5), w podczerwieni,
- seria Humphreysa – seria P (n=6), w podczerwieni,

a także serie obserwowane w obszarze rentgenowskim dla metali ciężkich (metale o dużej liczbie atomowej Z).
Poszczególne linie serii widmowych oznacza się literą określająca serię (K, L, M ...) z indeksem określającym linię w danej serii – kolejnymi literami alfabetu greckiego, w razie konieczności (rozszczepienie widma) dodając jeszcze cyfrę, np.:
- Kα to linia odpowiadająca przejściu elektronu z powłoki n=2 na powłokę n=1
- Lα to linia odpowiadająca przejściu elektronu z powłoki n=3 na powłokę n=2

W danej serii widmowej (określone n orbity docelowej) linie odpowiadające przejściom z orbitali o zbliżonej liczbie kwantowej do orbitalu docelowego (małe n) są wyraźnie oddzielone od innych i mają najniższe w serii energie przejścia (najdłuższe fale). Z kolei linie odpowiadające wysokim n (słabo związane elektrony na zewnętrznych powłokach) zagęszczają się tworząc charakterystyczną krawędź odpowiadającą maksymalnej energii w serii, równej  energii wiązania elektronu na powłoce docelowej.
Linie i serie widmowe nakładają się z reguły na widmo ciągłe. Całością zajmuje się spektroskopia.